# Assedio di Kuragano
L'assedio di Kuragano fu una delle molte battaglie combattute da Takeda Shingen durante il periodo Sengoku. Il castello di Kuragano, nella provincia di Kōzuke era difeso da Kuragano Naoyuki e resistette per quattro anni, dal 1561 al 1565, all'assedio dei Takeda.